# Ла-Ла Ленд
«Ла-Ла Ленд» (англ. La La Land) — американский музыкальный романтический комедийно-драматический фильм 2016 года, снятый режиссёром Дэмьеном Шазеллом с Райаном Гослингом и Эммой Стоун в главных ролях. В центре сюжета — влюблённые джазовый пианист Себастьян и начинающая актриса Миа из Лос-Анджелеса, стремящиеся осуществить свои мечты. Название картины одновременно относится к городу Лос-Анджелес и к идиоматическому выражению, означающему потерю связи с реальностью.
Шазелл написал сценарий в 2010 году, но не нашёл студию, готовую финансировать фильм без внесения изменений. После успеха второй картины Шазелла, «Одержимость» (2014), будущий проект режиссёра был куплен студией Summit Entertainment. Съёмочный процесс начался в августе 2015 года и закончился в середине сентября того же года в Лос-Анджелесе. Премьера «Ла-Ла Ленда» состоялась на открытии 73-го Венецианского кинофестиваля, 31 августа 2016 года, а в прокат фильм вышел 9 декабря. Кассовые сборы составили 446 миллионов долларов при бюджете в размере 30 миллионов долларов.
«Ла-Ла Ленд» получил положительные отзывы от кинокритиков, похваливших сценарий и режиссуру Шазелла, актёрскую игру Гослинга и Стоун, саундтрек Джастина Гурвица и музыкальные номера. Фильм одержал победу во всех семи номинациях, в которых был представлен на 74-й церемонии вручения наград «Золотой глобус», установив рекорд за всю историю премии, также получил одиннадцать номинаций на 70-й церемонии BAFTA, победив в пяти категориях. На 89-й церемонии вручения премии «Оскар» фильм был представлен в четырнадцати номинациях, повторив рекорд картин «Всё о Еве» (1950) и «Титаник» (1997), и одержал победу в шести категориях: «Лучшая режиссура», «Лучшая женская роль» (Стоун), «Лучшая операторская работа», «Лучшая музыка к фильму», «Лучшая песня к фильму» («City of Stars») и «Лучшая работа художника-постановщика».

## Сюжет
В пробке на автостраде Лос-Анджелеса («Another Day of Sun») между Мией Долан, начинающей актрисой, и Себастьяном Уайлдером, амбициозным джазовым пианистом, завязывается мимолётный конфликт. После неудачного рабочего дня последующее прослушивание Мии также проходит безрезультатно, когда на середине эмоциональной сцены директор по кастингу отвечает на звонок. Вечером того же дня соседки по дому приглашают Мию на пышную вечеринку в Холивуд-Хиллс, дабы поднять девушке настроение («Someone in the Crowd»). Позже машину Мии эвакуируют из-за неправильной парковки, и ей приходится добираться до дома пешком.
Во время подработки в ресторане Себастьян начинает импровизировать, увлечённо исполняя на пианино джазовую музыку, вопреки указаниям владельца играть только традиционные рождественские песни. Миа, проходящая мимо ресторана, случайно слышит музыку («Mia & Sebastian’s Theme»). Отреагировав, девушка входит в заведение, но Себастьян уже уволен. Музыкант в гневе направляется к выходу, Миа пытается сделать ему комплимент, однако он, не слушая, отталкивает её.
Месяцы спустя Миа сталкивается с Себастьяном на вечеринке, где он играет в кавер-группе, исполняющей поп 80-х годов; Миа дразнит его, попросив исполнить «I Ran (So Far Away)», песню, которую Себастьян рассматривает в качестве оскорбления «серьёзного музыканта». После вечеринки двое идут к своим машинам, жалуясь на общество друг друга, вопреки искре между ними («A Lovely Night»). На следующий день Себастьян пришёл на работу к Мии, и она провела его по территории киностудии, в кафе которой она работает бариста, объяснив это её страстью к актёрскому мастерству. Себастьян отвёл Мию в джаз-клуб, рассказав о своём увлечении джазом и о желании открыть собственный клуб. Они влюбляются друг в друга («City of Stars»). Себастьян пригласил Мию на сеанс фильма «Бунтарь без причины» (1955); она соглашается, забыв про обещанный нынешнему бойфренду ужин. Скучая на двойном свидании, Миа сбегает и направляется в театр к Себастьяну, когда киносеанс уже начался. Фильм прерывается, и парочка проводит остаток вечера, танцуя в Обсерватории Гриффита («Planetarium»).
После ещё более неудачного прослушивания Миа решает написать моноспектакль. Себастьян устраивается на постоянную работу пианиста в джаз-клуб («Summer Montage»); влюблённые решают съехаться. Себастьяну поступает предложение от бывшего сокурсника Кита стать клавишником в его джаз-фьюжн-группе, где Себастьяну предлагается стабильный доход. Миа общается с матерью по телефону и пытается убедить её, что в скором времени Себастьян сделает карьеру; Себастьян подслушивает её разговор и соглашается на предложение Кита. Миа посещает один из концертов группы («Start a Fire»), но видит, что Себастьяну не нравится их музыка и он пошел на компромисс с самим собой.
Во время первого концертного турне группы Миа и Себастьян ссорятся; она обвиняет его в отказе от своей мечты, на что он предполагает, что нравился ей больше, когда был на мели, и сильно ее этим обижает. Миа решает уйти — она сокрушена. Себастьян пропускает спектакль Мии по причине фотосессии группы, о которой он забыл. Пьеса проваливается; немного людей посещают выступление, и после Миа подслушивает снисходительные отзывы зрителей. Она подавлена и, будучи не способной заплатить за аренду театра, решает уехать к родителям в Боулдер-Сити, Невада. Себастьян получает звонок от присутствовавшего на спектакле Мии директора по кастингу, который приглашает девушку на прослушивание. Себастьян едет в Боулдер-Сити и уговаривает Мию посетить пробы. На прослушивании директор по кастингу просит Мию рассказать историю из жизни; она поёт о своей тёте, некогда жившей в Париже, которая вдохновила Мию стать актрисой («Audition (The Fools Who Dream)»). Себастьян воодушевляет её посвятить себя этой возможности. Они понимают, что у каждого теперь свой путь, но говорят, что всегда будут любить друг друга.
Пять лет спустя. Миа — известная актриса, она счастлива в браке с другим мужчиной, от которого у неё есть дочь. Одним вечером парочка натыкается на джаз-бар. Заметив логотип «У Себа», который Миа когда-то придумала, девушка понимает, что Себастьян всё-таки открыл свой клуб. Разглядев Мию среди посетителей бара, Себастьян начинает играть их «тему любви», и оба представляют, как всё могло бы быть, если бы они не поступились своими отношениями («Epilogue»). Миа покидает бар, и напоследок они с Себастьяном улыбаются друг другу, показывая, что счастливы порознь («The End»).

## В ролях
- Райан Гослинг в роли Себастьяна Уайлдера
- Эмма Стоун в роли Мии Долан
- Джон Ледженд в роли Кита
- Розмари Деуитт в роли Лауры Уайлдер
- Финн Уиттрок в роли Грега Эрнеста
- Джессика Рот в роли Алексис
- Соноя Мидзуно в роли Кейтлин
- Кэлли Эрнандес в роли Трейси
- Дж. К. Симмонс в роли Билла
- Том Эверетт Скотт в роли Дэвида
- Миген Фэй в роли мамы Мии
- Дэймон Гэптон[англ.] в роли Гарри
- Джейсон Фукс в роли Карло
- Джош Пенс[англ.] в роли Джоша

## Создание

### Подготовка
Будучи барабанщиком, Дэмьен Шазелл имеет пристрастие к музыкальным фильмам. Он написал сценарий ленты «Ла-Ла Ленд» в 2010 году, когда, как он считал, киноиндустрия казалась ему недосягаемой. Идея Шазелла заключалась в том, чтобы «взять старый мюзикл, и изменить его на современный лад, где всё не всегда выходит точным образом», и выразить признательность всем тем творческим людям, переезжающим в Лос-Анджелес в погоне за мечтой. Он задумал фильм, когда был студентом Гарвардского университета, вместе со своим сокурсником Джастином Гурвицом. Вдвоём они раскрыли эту тему в дипломной работе, посредством малобюджетного мюзикла «Гай и Мэдлин на скамейке в парке», рассказывающего о бостонском джазовом музыканте. Шазелл был вдохновлён традицией городских симфонических фильмов 1920-х годов, таких как «Манхэтта» (1921) и «Человек с киноаппаратом» (1929), отдающих дань уважения городам. После окончания университета в 2010 году Шазелл и Гурвиц переехали в Лос-Анджелес и продолжили писать сценарий, но сделали в нём несколько поправок, в том числе изменили место действия с Бостона на Лос-Анджелес.

Пожалуй, Лос-Анджелес игнорирует свою историю больше других американских городов, доходя до полного к ней равнодушия. Но потрудитесь его изучить, и сработает волшебство: город раскроется вам слой за слоем, подобно луковице.. Оригинальный текст (англ.)L.A., even more so than any other American city, obscures, sometimes neglects, its own history. But that can also be its own magical thing, because it's a city that reveals itself bit by bit, like an onion, if you take the time to explore it.

Вместо попыток сопоставить Лос-Анджелес с достопримечательностями Парижа или Сан-Франциско, Шазелл сделал акцент на достоинствах города, которые отличают его от других: дорожное движение, разрастание города и его панорама. Стиль и общая атмосфера фильма были вдохновлены работами режиссёра Жака Деми «Шербурские зонтики» (1964) и «Девушки из Рошфора» (1967), особенно второй, более танцевальной и джаз-ориентированной. Кинокартина также наполнена визуальными отсылками к такой Голливудской классике, как «Бродвейская мелодия 40-х» (1940), «Поющие под дождём» (1952), «Театральный фургон» (1953) и «Американец в Париже» (1951). Говоря о последнем из них, Шазелл заметил: «От этого фильма мы взяли много хорошего. Он является прекрасным примером того, как многие из тех старых мюзиклов были по-настоящему вызывающими». «Ла-Ла Ленд» схож в развитии тем и сюжетных линий с предыдущим музыкальным фильмом Шазелла «Одержимость». Режиссёр сказал: «Они оба о попытках стать артистом и примирении с мечтами, чтобы по мере возможности оставаться человеком. „Ла-Ла Ленд“ тем более жесток в этом плане». Шазелл также добавил, что обе картины отражают его личный опыт как кинорежиссёра, трудящегося ради продвижения по Голливудской лестнице. «Ла-Ла Ленд» был вдохновлён именно его опытом переезда с Восточного побережья с предубеждением, что Лос-Анджелес — это «только узкие аллеи и автострады».
Шазелл не мог снять фильм в течение нескольких лет, так как ни у одной студии не было желания финансировать оригинальный современный мюзикл без известных песен. Это был также джазовый мюзикл, который в издании The Hollywood Reporter назвали «угасшим жанром». Режиссёр полагал, что у финансистов были сомнения о потенциале проекта потому, что в тот момент Шазелл и Гурвиц не были известными. Он отыскал продюсеров через друзей, которые познакомили его с Фредом Бергером и Джорданом Горовицом. С двумя продюсерами в деле они отправили сценарий на студию Focus Features с предполагаемым бюджетом около миллиона долларов. Однако студия потребовала следующих изменений: мужскую главную роль джазового пианиста сменить на рок-музыканта, изменить сложную открывающую фильм сцену и горько-сладкую концовку сменить на хэппи-энд. В конечном итоге, Шазелл отказался от проекта и двинулся дальше.
Позже Шазелл написал сценарий к фильму «Одержимость», который имел более простую концепцию для продажи студиям и был менее сомнительным для финансирования. Когда кинолента была благосклонно принята критиками на премьерном показе в январе 2014 года на кинофестивале «Сандэнс», Шазелл продолжил продвигать «Ла-Ла Ленд» на большой экран. Год спустя, когда «Одержимость» получила пять номинаций на 87-й церемонии вручения премии «Оскар», включая категорию «Лучший фильм», и собрала 50 миллионов долларов в прокате при бюджете в 3 миллиона долларов, Шазелл и его проект привлекли внимание студий. В 2015 году, через пять лет после написания сценария Шазеллом, студии Summit Entertainment и Black Label Media, вместе с продюсером Марком Плэттом, согласились инвестировать деньги в «Ла-Ла Ленд» и выпустить его в широкий прокат. Они были поражены критическим и коммерческим успехом фильма «Одержимость». Патрик Вэксбергер из Lionsgate, ранее работавший над франшизой «Шаг вперёд», подтолкнул Шазелла на увеличение бюджета, так как он чувствовал, что высококачественные мюзиклы не могут быть дешёвыми.

### Кастинг
Изначально, Майлз Теллер и Эмма Уотсон должны были сыграть главные роли в фильме. Уотсон отказалась из-за обязательства сняться в музыкальной адаптации «Красавица и чудовище» (2017), в то время как Теллер отклонил предложение после длительных контрактных переговоров. Райан Гослинг, напротив, сам отказался от роли Чудовища в «Красавице и чудовище» в пользу «Ла-Ла Ленда». Шазелл решил сделать своих персонажей несколько старше, более способными к борьбе за свои мечты, нежели новичками, только что прибывшими в Лос-Анджелес.
Эмма Стоун играет Мию, начинающую лос-анджелесскую актрису. Стоун любит мюзиклы с детства, когда в восемь лет посмотрела «Отверженных», сказав, что «пение всегда было моей настоящей мечтой». Стоун добавила, что её любимым фильмом является романтическая комедия «Огни большого города» (1931) Чарли Чаплина. В детстве она училась пом-танцам и год занималась балетом. Стоун переехала в Голливуд со своей матерью в 15 лет, чтобы сделать карьеру, и усердно старалась попасть на прослушивания в течение первого года. Когда же она их проходила, ей часто отказывали после того, как она начинала петь или говорила только одну строчку. Стоун использовала свой собственный опыт для создания персонажа Мии, и некоторые из её качеств были добавлены в фильм.
Стоун познакомилась с Шазеллом в 2014 году, когда актриса дебютировала на Бродвее в мюзикле «Кабаре». Шазелл и Гурвиц увидели вечернее выступление актрисы, когда она была простужена. Позже Шазелл встретился со Стоун в нью-йоркской закусочной «Бруклинский трактир», где он вкратце изложил ей свой замысел по поводу будущего фильма. Актриса обрела уверенность после своего выступления в «Кабаре» и была готова к требованиям режиссёра. Готовясь к роли, Стоун смотрела некоторые из музыкальных фильмов, вдохновлявших Шазелла, включая «Шербурские зонтики» и картины-коллаборации Фреда Астера и Джинджер Роджерс. Стоун приняла предложение сняться в «Ла-Ла Ленде» потому, что Шазелл был очень увлечён своим проектом.
Райан Гослинг играет Себастьяна, джазового пианиста. Как и Стоун, Гослинг привнёс в характер своего персонажа личный опыт амбициозного актёра. Один случай на кастинге Гослинга был использован в фильме для Мии. Гослинг исполнял эмоциональную сцену на одном из прослушиваний и в это время директор по кастингу ответила на звонок и начала говорить о своих планах на обед. Шазелл встретился с Гослингом в баре, находящемся недалеко от его второго дома в Холивуд-Хиллс, когда актёр начал сниматься в кинокартине «Игра на понижение».
Шазелл утвердил Стоун и Гослинг на главные роли сразу после того, как студия Summit Entertainment купила права на фильм. Режиссёр отметил, что оба «чувствовали себя больше всех подходящими на роль пары старого Голливуда», вроде Спенсера Трейси и Кэтрин Хепбёрн, Фреда Астера и Джинджер Роджерс, Хамфри Богарта и Лорен Бэколл, и Мирны Лой и Уильяма Пауэлла. Кинолента стала третьей совместной работой Стоун и Гослинга: ранее они снимались в фильмах «Эта дурацкая любовь» (2011) и «Охотники на гангстеров» (2013). Оба актёра научились петь и танцевать для исполнения номеров под шесть оригинальных композиций картины.
Остальная часть актёрского состава — Дж. К. Симмонс, Соноя Мидзуно, Джессика Рот, Кэлли Эрнандес, Финн Уиттрок, Розмари Деуитт, Джон Ледженд, Джейсон Фукс и Миген Фэй — была объявлена между июлем и августом 2015 года. Ледженд играет давнего друга Себастьяна и фронтмена нео-соул-группы «The Messengers».
Хореографом «Ла-Ла Ленда» выступила Мэнди Мор, известная по работе в американских шоу «Танцы со звёздами» и «Ты думаешь, что можешь танцевать?». Репетиции проходили в продюсерском офисе в Этуотер Виллидж, Лос-Анджелес, в течение трёх-четырёх месяцев, начиная с мая 2015 года. Гослинг тренировал игру на пианино в одном помещении, Стоун работала с Мор в другом, а художник по костюмам Мэри Зофрис, известная работой над костюмами для ленты «Железная хватка», располагала частью комплекса. Гослинг, ранее не имевший опыта, должен был научиться играть на пианино. Мор сделала акцент на эмоциях, нежели на технике танца, что Стоун назвала принципиально важным, когда снималась сцена с автомобилем Toyota Prius. Чтобы помочь актёрскому составу и команде перейти на творческий лад, Шазелл решил каждый вечер пятницы устраивать для них сеансы классических фильмов, однажды вдохновивших его на создание «Ла-Ла Ленда», включая такие мюзиклы, как «Шербурские зонтики», «Поющие под дождём», «Цилиндр» и «Ночи в стиле буги».

### Съёмки
С самого начала Дэмьен Шазелл хотел, чтобы музыкальные номера фильма были сняты «безупречно» и одной монтажной склейкой, как в работах 1930-х годов Фреда Астера и Джинджер Роджерс. Режиссёр также хотел имитировать широкоэкранный формат CinemaScope, использовавшийся для съёмок мюзиклов 1950-х годов, таких как «Всегда хорошая погода» (1955). Таким образом, фильм был снят на 35-мм плёнку, на кинокамеру Panavision в широкоэкранном формате, но без использования настоящего CinemaScope, так как технология более недоступна. Лишь одна сцена была снята на 16-мм плёнку, на камеру Aaton A-Minima.
Шазелл хотел, чтобы Лос-Анджелес был основным местом действия его фильма, заявив, что «в нём есть что-то очень поэтическое, как я считаю, в этом городе, построенном людьми с несбыточными мечтами и людьми, в общем-то рискнувшими всем, что у них было». Непосредственно съёмочный процесс картины официально начался 10 августа 2015 года и прошёл на более чем шестидесяти местах Лос-Анджелеса, включая фуникулёр «Полёт ангелов» в Даунтауне, дома в Холивуд-Хиллс, мост Колорадо-стрит, театр «Риальто» в Южной Пасадене, студию Warner Brothers, Большой центральный рынок, кафе «Лайтхаус» на пляже Хермоса, отель «Шато Мармон», и башни Уоттса, где были сняты множество сцен одним дублем. Съёмки продлились 40 дней и закончились в середине сентября 2015 года.
Открывающая сцена фильма была снята первой на перекрытой части эстакады Развязки имени судьи Гарри Преджерсона, соединяющей автомагистрали I-105 и I-110, ведущие в Даунтаун Лос-Анджелеса. Сцена снималась в течение двух дней, и были задействованы более ста танцоров. Конкретно в этой сцене, Шазелл хотел передать ощущение, насколько огромен город. Съёмки изначально планировались на участке первоуровневой автострады, пока Шазелл не решил снимать на соединении 105—110 в 30 метрах над землёй. Художник-постановщик Дэвид Уоско сказал: «Мне казалось, что кто-нибудь таки упадёт и разобьётся». Не вся автомагистраль была перекрыта во время съёмок. Режиссёр картины сравнил сцену с вымощенной жёлтым кирпичом дорогой, ведущей в Изумрудный город в мюзикле «Волшебник страны Оз» (1939).
Шазелл выискивал для «старого Лос-Анджелеса» локации, которые были в руинах или вовсе в разрушенном состоянии. Одним из таких примеров был фуникулёр «Полёт ангелов», построенный в 1901 году. Фуникулёр был закрыт в 2013 году после того, как вагон сошёл с рельсов. Были предприняты попытки исправить аттракцион и повторно открыть его, однако все усилия были бесполезны. Тем не менее, съёмочная группа смогла получить разрешение использовать его в течение одного дня. Миа работает в кафе на студии Warner Brothers; Режиссёр рассматривал территорию студии, как «памятник» Голливуда. Художник-постановщик Дэвид Уоско, известный сотрудничеством с режиссёром Квентином Тарантино, создал множество постеров для киноленты, подделанных под старые. Временами режиссёр давал им названия, также решив использовать заглавие своего первого фильма, «Гай и Мэдлин на скамейке в парке» для одного постера, воссоздающего атмосферу мюзиклов 1930-х годов.
Шестиминутная сцена с автомобилем Toyota Prius должна была быть отснята во время недолгого момента, называемого «золотым часом», наступающего с заходом солнца. Потребовались восемь дублей и два дня, чтобы запечатлеть его на камеру. Когда Райан Гослинг и Эмма Стоун наконец сняли сцену, «все просто выдохлись», вспоминала Стоун. Так как Гослинг и Стоун прежде всего не являлись танцорами, оба допустили ряд ошибок, особенно во время долгих непрерывных музыкальных номеров, снятых одним дублем. Тем не менее, Шазелл сочувствовал актёрам, понимая их неопытность в танцах и не обращая внимания на ошибки. Когда снимался первый совместный танец Себастьяна и Мии, Стоун наткнулась на позади стоящую скамейку, но поднялась и продолжила следовать сценарию.
Сцена спора во время романтического ужина, устроенного Себастьяном (Гослинг) для Мии (Стоун), являлась одной из самых часто переписываемых в фильме. Гослинг и Стоун также помогали создать диалог сцены, чтобы сделать её одной из самых реалистичных в кинокартине, наполненной фантазией и фантастическими элементами. Шазелл провёл за монтажом фильма около года вместе с редактором-монтажёром Томом Кроссом, так как оба были заинтересованы главным образом в правильном тоне ленты.

## Саундтрек
La La Land: Original Motion Picture Soundtrack — саундтрек к фильму «Ла-Ла Ленд», написанный американским композитором и сокурсником Дэмьена Шазелла в Гарвардском университете Джастином Гурвицом. Ранее, он также написал музыку к двум предыдущим фильмам режиссёра: «Гай и Мэдлин на скамейке в парке» (2009) и «Одержимость» (2014). Тексты песен были написаны Бенджом Пасеком и Джастином Полом, за исключением композиции «Start a Fire», авторами которой являются Джон Ледженд, Гурвиц, Мариус Де Фриз и Анжелика Синелу. На 74-й церемонии вручения премии «Золотой глобус» Гурвиц получил награду в номинации «Лучшая музыка к фильму», а песня «City of Stars» одержала победу в категории «Лучшая песня». После вручения «Золотого глобуса» саундтрек дошёл до второй позиции в американском чарте Billboard 200 и возглавил британский UK Albums Chart.
Саундтрек был издан 9 декабря 2016 года на лейбле Interscope Records в цифровом формате, а 16 декабря на компакт-диске. Альбом был записан в 2015 году на студиях Berry Drive Studios, Conway Recording Studios, Igloo Music Studios и Sony Pictures Studios, находящихся в Лос-Анджелесе. Были выпущены две версии саундтрека. La La Land: Original Motion Picture Soundtrack содержит все песни из фильма и несколько оригинальных композиций, а расширенная версия, La La Land: Original Motion Picture Score, включает в себя все композиции, написанные Гурвицом к картине. 27 февраля 2017 года было издано специальное издание La La Land: The Complete Musical Experience, содержащее все песни и оригинальные композиции в порядке исполнения в ленте.
| №                   | Название                                           | Исполнители                                             | Длительность |
| ------------------- | -------------------------------------------------- | ------------------------------------------------------- | ------------ |
| 1.                  | «Another Day of Sun»                               | Актёрский состав фильма                                 | 3:48         |
| 2.                  | «Someone in the Crowd»                             | Эмма Стоун, Кэлли Эрнандес, Соноя Мидзуно, Джессика Рот | 4:20         |
| 3.                  | «Mia & Sebastian’s Theme»                          | Джастин Гурвиц                                          | 1:38         |
| 4.                  | «A Lovely Night»                                   | Райан Гослинг, Эмма Стоун                               | 3:57         |
| 5.                  | «Herman’s Habit»                                   | Гурвиц                                                  | 1:52         |
| 6.                  | «City of Stars»                                    | Гослинг                                                 | 1:51         |
| 7.                  | «Planetarium»                                      | Гурвиц                                                  | 4:17         |
| 8.                  | «Summer Montage / Madeline»                        | Гурвиц                                                  | 2:05         |
| 9.                  | «City of Stars»                                    | Гослинг, Стоун                                          | 2:30         |
| 10.                 | «Start a Fire»                                     | Джон Ледженд                                            | 3:12         |
| 11.                 | «Engagement Party»                                 | Гурвиц                                                  | 1:27         |
| 12.                 | «Audition (The Fools Who Dream)»                   | Стоун                                                   | 3:48         |
| 13.                 | «Epilogue»                                         | Гурвиц                                                  | 7:39         |
| 14.                 | «The End»                                          | Гурвиц                                                  | 0:46         |
| 15.                 | «City of Stars (Humming)» (при участии Эммы Стоун) | Гурвиц                                                  | 2:43         |
| Общая длительность: | Общая длительность:                                | Общая длительность:                                     | 45:53        |

| №                   | Название                                                                           | Исполнители         | Длительность |
| ------------------- | ---------------------------------------------------------------------------------- | ------------------- | ------------ |
| 1.                  | «Mia Gets Home»                                                                    | Джастин Гурвиц      | 0:27         |
| 2.                  | «Bathroom Mirror / You’re Coming Right?»                                           | Гурвиц              | 1:23         |
| 3.                  | «Classic Rope-a-Dope»                                                              | Гурвиц              | 0:45         |
| 4.                  | «Mia & Sebastian’s Theme»                                                          | Гурвиц              | 1:37         |
| 5.                  | «Stroll up the Hill»                                                               | Гурвиц              | 0:49         |
| 6.                  | «There the Whole Time / Twirl»                                                     | Гурвиц              | 0:44         |
| 7.                  | «Bogart & Bergman»                                                                 | Гурвиц              | 2:11         |
| 8.                  | «Mia Hates Jazz»                                                                   | Гурвиц              | 1:10         |
| 9.                  | «Herman’s Habit»                                                                   | Гурвиц              | 1:52         |
| 10.                 | «Rialto at Ten»                                                                    | Гурвиц              | 1:38         |
| 11.                 | «Rialto»                                                                           | Гурвиц              | 0:28         |
| 12.                 | «Mia & Sebastian’s Theme (Late for the Date)»                                      | Гурвиц              | 1:30         |
| 13.                 | «Planetarium»                                                                      | Гурвиц              | 4:19         |
| 14.                 | «Holy Hell»                                                                        | Гурвиц              | 0:42         |
| 15.                 | «Summer Montage / Madeline»                                                        | Гурвиц              | 2:04         |
| 16.                 | «It Pays»                                                                          | Гурвиц              | 2:12         |
| 17.                 | «Chicken on a Stick»                                                               | Гурвиц              | 1:40         |
| 18.                 | «City of Stars / May Finally Come True» (при участии Райана Гослинга и Эммы Стоун) | Гурвиц              | 4:18         |
| 19.                 | «Chinatown»                                                                        | Гурвиц              | 1:23         |
| 20.                 | «Surprise»                                                                         | Гурвиц              | 1:30         |
| 21.                 | «Boise»                                                                            | Гурвиц              | 1:13         |
| 22.                 | «Missed the Play»                                                                  | Гурвиц              | 0:36         |
| 23.                 | «It’s Over / Engagement Party»                                                     | Гурвиц              | 1:35         |
| 24.                 | «The House in Front of the Library»                                                | Гурвиц              | 0:31         |
| 25.                 | «You Love Jazz Now»                                                                | Гурвиц              | 0:51         |
| 26.                 | «Cincinnati»                                                                       | Гурвиц              | 2:06         |
| 27.                 | «Epilogue»                                                                         | Гурвиц              | 7:39         |
| 28.                 | «The End»                                                                          | Гурвиц              | 0:46         |
| 29.                 | «Credits»                                                                          | Гурвиц              | 3:40         |
| 30.                 | «Mia & Sebastian’s Theme (Celesta)»                                                | Гурвиц              | 1:28         |
| Общая длительность: | Общая длительность:                                                                | Общая длительность: | 53:07        |

| №                   | Название                                                                           | Исполнители                                             | Длительность |
| ------------------- | ---------------------------------------------------------------------------------- | ------------------------------------------------------- | ------------ |
| 1.                  | «Another Day of Sun (With Radios)»                                                 | Актёрский состав фильма                                 | 4:34         |
| 2.                  | «Mia Gets Home»                                                                    | Джастин Гурвиц                                          | 0:24         |
| 3.                  | «Bathroom Mirror / You’re Coming Right?»                                           | Гурвиц                                                  | 1:19         |
| 4.                  | «Someone in the Crowd»                                                             | Эмма Стоун, Кэлли Эрнандес, Соноя Мидзуно, Джессика Рот | 4:19         |
| 5.                  | «Classic Rope-a-Dope»                                                              | Гурвиц                                                  | 0:46         |
| 6.                  | «Japanese Folk Song»                                                               | Телониус Монк                                           | 1:40         |
| 7.                  | «Deck the Halls»                                                                   | Гурвиц                                                  | 0:32         |
| 8.                  | «Mia & Sebastian’s Theme»                                                          | Гурвиц                                                  | 1:38         |
| 9.                  | «Take on Me»                                                                       | D.A.                                                    | 3:00         |
| 10.                 | «I Ran (So Far Away)»                                                              | D.A.                                                    | 3:37         |
| 11.                 | «Stroll up the Hill»                                                               | Гурвиц                                                  | 0:45         |
| 12.                 | «A Lovely Night»                                                                   | Райан Гослинг, Стоун                                    | 4:00         |
| 13.                 | «There the Whole Time / Twirl»                                                     | Гурвиц                                                  | 0:44         |
| 14.                 | «Bogart & Bergman»                                                                 | Гурвиц                                                  | 2:11         |
| 15.                 | «Mia Hates Jazz»                                                                   | Гурвиц                                                  | 1:10         |
| 16.                 | «Herman’s Habit»                                                                   | Гурвиц                                                  | 1:51         |
| 17.                 | «Rialto at Ten»                                                                    | Гурвиц                                                  | 1:38         |
| 18.                 | «City of Stars»                                                                    | Гослинг                                                 | 1:51         |
| 19.                 | «Rialto»                                                                           | Гурвиц                                                  | 0:28         |
| 20.                 | «Mia & Sebastian’s Theme (Late for the Date)»                                      | Гурвиц                                                  | 1:30         |
| 21.                 | «Planetarium»                                                                      | Гурвиц                                                  | 4:20         |
| 22.                 | «Holy Hell!»                                                                       | Гурвиц                                                  | 0:42         |
| 23.                 | «Summer Montage / Madeline»                                                        | Гурвиц                                                  | 2:04         |
| 24.                 | «It Pays»                                                                          | Гурвиц                                                  | 2:12         |
| 25.                 | «Chicken on a Stick»                                                               | Гурвиц                                                  | 1:39         |
| 26.                 | «Messengers Rehearsal»                                                             | The Messengers                                          | 1:02         |
| 27.                 | «City of Stars / May Finally Come True» (при участии Райана Гослинга и Эммы Стоун) | Гурвиц                                                  | 4:10         |
| 28.                 | «Start a Fire»                                                                     | Джон Ледженд                                            | 3:11         |
| 29.                 | «Chinatown»                                                                        | Гурвиц                                                  | 1:22         |
| 30.                 | «Surprise»                                                                         | Гурвиц                                                  | 1:30         |
| 31.                 | «Boise»                                                                            | Гурвиц                                                  | 1:14         |
| 32.                 | «Missed the Play»                                                                  | Гурвиц                                                  | 0:37         |
| 33.                 | «It’s Over / Engagement Party»                                                     | Гурвиц                                                  | 1:35         |
| 34.                 | «The House in Front of the Library»                                                | Гурвиц                                                  | 0:31         |
| 35.                 | «Audition (The Fools Who Dream)»                                                   | Стоун                                                   | 4:12         |
| 36.                 | «You Love Jazz Now»                                                                | Гурвиц                                                  | 0:51         |
| 37.                 | «Cincinnati»                                                                       | Гурвиц                                                  | 2:06         |
| 38.                 | «Epilogue»                                                                         | Гурвиц                                                  | 7:41         |
| 39.                 | «The End»                                                                          | Гурвиц                                                  | 0:45         |
| 40.                 | «Credits»                                                                          | Гурвиц                                                  | 3:39         |
| 41.                 | «City of Stars (Humming)» (при участии Эммы Стоун)                                 | Гурвиц                                                  | 2:40         |
| 42.                 | «Mia & Sebastian’s Theme (Celesta)»                                                | Гурвиц                                                  | 1:26         |
| 43.                 | «Silent Night»                                                                     | Эдди Уэйкс                                              | 2:47         |
| 44.                 | «Audition (The Fools Who Dream) (Studio Version)»                                  | Стоун                                                   | 3:29         |
| Общая длительность: | Общая длительность:                                                                | Общая длительность:                                     | 93:42        |

## Выход и реакция
Мировая премьера «Ла-Ла Ленда» состоялась на открытии 73-го Венецианского кинофестиваля 31 августа 2016 года. Фильм также показывался на Кинофестивале в Теллурайде, на Кинофестивале в Торонто, на Лондонском кинофестивале, на Кинофестивале в Миддлберге в конце октября 2016 года, на Кинофестивале в Вирджинии, состоявшийся 6 ноября того же года в Виргинском университете, и на AFI Fest 15 ноября 2016 года.
Первоначально студия Summit Entertainment планировала выпустить фильм в прокат 15 июля 2016 года, однако в марте того же года было объявлено, что картина выйдет в ограниченном прокате 2 декабря 2016 года, а в широком — 16 декабря. Шазелл заявил, что дата была изменена в связи с тем, что, как он считал, она не подходила по контексту фильма; режиссёр также хотел, чтобы кинолента начала прокат медленно, с показов на ранних осенних кинофестивалях. Выход в прокат был отложен на неделю до 9 декабря, вместе с широким прокатом, по-прежнему планировавшимся на 16 декабря. Lionsgate выпустила фильм в пяти кинотеатрах 9 декабря и в широкий прокат в 200 кинотеатрах 16 декабря; 25 декабря картина вышла в прокат во всей стране. В мировом прокате «Ла-Ла Ленд» был выпущен 6 января 2017 года, а через неделю — в некоторых кинотеатрах Соединённых Штатов в формате IMAX. В Великобритании фильм был выпущен 12 января. На Blu-ray, Ultra HD Blu-ray и DVD «Ла-Ла Ленд» был издан 25 апреля 2017 года, о чём компания Lionsgate сообщила 11 апреля того же года.

### Кассовые сборы
«Ла-Ла Ленд» заработал 151,1 миллион долларов в Соединённых Штатах и Канаде и 295 миллионов долларов в других странах, а общая сумма кассовых сборов в мировом прокате составила 447 миллионов долларов, при бюджете в размере 30 миллионов долларов. В редакции сайта Deadline подсчитали, что чистая прибыль картины составит 68,25 миллионов долларов, когда будут учтены все расходы и доходы фильма, что сделает его одним из двадцати самых кассовых релизов 2016 года.
«Ла-Ла Ленд» вышел на большой экран 9 декабря 2016 года в ограниченном прокате в пяти кинотеатрах Лос-Анджелеса и Нью-Йорка. За первый уик-энд фильм заработал 881 107 долларов, в среднем по 176 221 долларов с каждого из пяти кинотеатров, что является лучшим средним показателем в 2016 году. В свой второй уик-энд ограниченного проката, картина вышла в 200 кинотеатрах и заработала 4,1 миллиона долларов, заняв 7-е место по кассовым сборам за неделю. Прибыль увеличилась на 366 % по сравнению с предыдущей неделей и показ от каждого кинотеатра приносил в среднем 20 510 долларов. На следующей неделе лента вышла в 734 кинотеатрах по всей стране, заработав 5,8 миллионов долларов за уик-энд (включая 4 миллиона долларов в Рождество и 9,2 миллионов долларов за четыре дня), заняв 8 место по кассовым сборам. 6 января 2017 года, в уик-энд перед «Золотым глобусом», фильм вышел в 1515 кинотеатрах и заработал 10 миллионов долларов, заняв 5 позицию по кассовым сборам. На шестой неделе показа картина заработала 14,5 миллионов долларов (в общей сложности 16,9 миллионов долларов за четыре дня уик-энда Мартина Лютера Кинга), заняв 2 место по сборам, уступив ленте «Скрытые фигуры». После объявления номинантов на 89-ю церемонию вручения премии «Оскар», где «Ла-Ла Ленд» был представлен в 14 номинациях, прокат фильма расширился до 3136 кинотеатров 27 января 2017 года (количество увеличилось на 1271 по сравнению с прошлой неделей) и за уик-энд картина заработала 12,1 миллионов долларов (на 43 % больше по сравнению с предыдущей неделей, когда фильм заработал 8,4 миллионов долларов). В уик-энд с 24 по 26 февраля (выходные «Оскара»), «Ла-Ла Ленд» заработал 4,6 миллиона долларов, точно также, как и в прошлый уик-энд. На следующей неделе, после 6 побед на премии «Оскар», фильм заработал 3 миллиона долларов.

### Награды и номинации
На 89-й церемонии вручения наград премии «Оскар», «Ла-Ла Ленд» получил шесть главных наград: «Лучшая режиссура», «Лучшая женская роль» (Эмма Стоун), «Лучшая операторская работа», «Лучшая музыка к фильму», «Лучшая песня к фильму» («City of Stars») и «Лучшая работа художника-постановщика». Картина получила в общей сложности 14 номинаций, повторив рекорд фильмов «Всё о Еве» (1950) и «Титаник» (1997). Среди прочих номинаций — «Лучший фильм», «Лучшая мужская роль» (Райан Гослинг), «Лучший оригинальный сценарий», «Лучший монтаж», «Лучший дизайн костюмов», вторая номинация в категории «Лучшая песня к фильму» («Audition»), «Лучший звуковой монтаж» и «Лучший звук». Во время церемонии, актриса Фэй Данауэй, вручавшая награду в категории «Лучший фильм», ошибочно объявила «Ла-Ла Ленд» победителем, прочитав название ленты с карточки Уоррена Битти, который объявлял результаты прошлой номинации, «Лучшая женская роль», победу в которой одержала Стоун. Организаторам потребовалось более двух минут, чтобы исправить ошибку; подлинным победителем оказался фильм «Лунный свет».
На 74-й церемонии вручения премии «Золотой глобус», «Ла-Ла Ленд» был номинирован в семи номинациях. Фильм одержал победу во всех номинациях, в которых был представлен, включая категории «Лучший фильм — комедия или мюзикл», «Лучшая режиссёрская работа», «Лучшая мужская роль — комедия или мюзикл» (Гослинг), «Лучшая женская роль — комедия или мюзикл» (Стоун), «Лучший сценарий», «Лучшая музыка к фильму» и «Лучшая песня» («City of Stars»). На 70-й церемонии вручения премии BAFTA фильм получил более одиннадцати номинаций, больше, чем любой другой проект в 2016 году. Лента победила в пяти номинациях, включая «Лучший фильм», «Лучшая женская роль» (Стоун), «Лучшая режиссура», «Лучшая операторская работа» и «Лучшая музыка к фильму».

## Локации
Источник информации о некоторых локациях — Jenna Chandler. La La Land: The ultimate filming location map (англ.). Curbed Los Angeles (13 апреля 2017). Дата обращения: 1 января 2018. Архивировано 1 января 2018 года.
1. ↑  Обсерватория Гриффита; Griffith Observatory, East Observatory Avenue, 2800, Los Angeles, California, 90027: 34°07′07″ с. ш. 118°18′01″ з. д.HGЯO
2. ↑  Фуникулёр «Полёт ангелов»[англ.]; Angels Flight Railway, South Olive Street, 356, Los Angeles, California, 90013: 34°03′05″ с. ш. 118°15′01″ з. д.HGЯO
3. ↑  Мост Колорадо-стрит; Colorado Street Bridge, West Colorado Boulevard, 504, Pasadena, California, 91105: 34°08′41″ с. ш. 118°09′49″ з. д.HGЯO
4. ↑  Театр «Риальто»[англ.]; Rialto Theatre, Fair Oaks Avenue, 1023, South Pasadena, California, 91030: 34°06′50″ с. ш. 118°09′03″ з. д.HGЯO
5. ↑  Студия Warner Brothers; Warner Bros. Studio, Warner Boulevard, 4000, Burbank, California, 91522: 34°08′55″ с. ш. 118°20′27″ з. д.HGЯO
6. ↑  Большой центральный рынок[англ.]; Grand Central Market, South Broadway, 317, Los Angeles, California, 90013: 34°03′03″ с. ш. 118°14′57″ з. д.HGЯO
7. ↑  Кафе «Лайтхаус»[англ.]; Lighthouse Café, Pier Avenue, 30, Hermosa Beach, California, 90254: 33°51′43″ с. ш. 118°24′04″ з. д.HGЯO
8. ↑  Отель «Шато Мармон»; Chateau Marmont Hotel, West Sunset Boulevard, 8221, West Hollywood, California, 90046: 34°05′53″ с. ш. 118°22′07″ з. д.HGЯO
9. ↑  Watts Towers of Simon Rodia State Historic Park, East 107th Street, 1765, Los Angeles, California, 90002: 33°56′19″ с. ш. 118°14′28″ з. д.HGЯO
10. ↑  Автомагистрали I-105[англ.]/I-110[англ.]; 105/110 Freeway Interchange, Los Angeles, California, 90061: 33°55′36″ с. ш. 118°16′52″ з. д.HGЯO
11. ↑  Маунт Холливуд Драйв; Mount Hollywood Drive, Los Angeles, California, 90027: 34°08′08″ с. ш. 118°18′16″ з. д.HGЯO